# الحبري (يريم)

تعديل مصدري - تعديل

الحبري محلة تابعة لقرية القداري، التابعة لعزلة خودان بمديرية يريم إحدى مديريات محافظة إب في الجمهورية اليمنية.، بلغ تعداد سكانها 90 حسب تعداد اليمن لعام 2004.